# Feierliche Erklärung der österreichischen Bischöfe

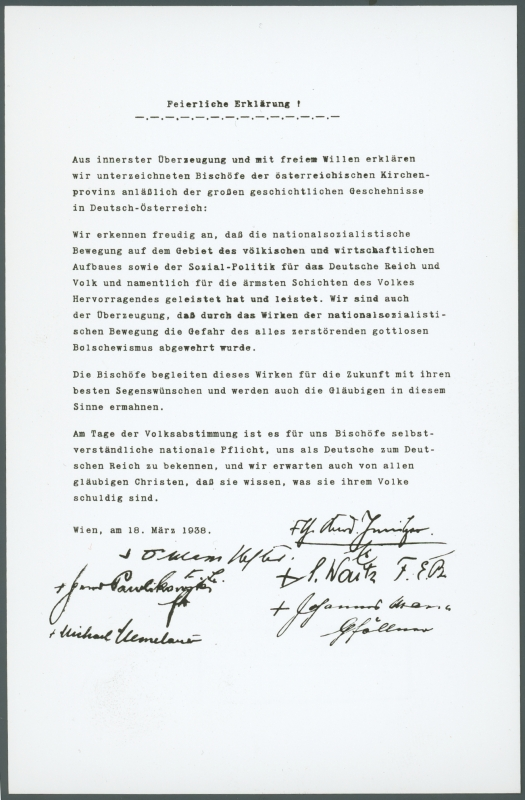
Originaldokument der Feierlichen Erklärung

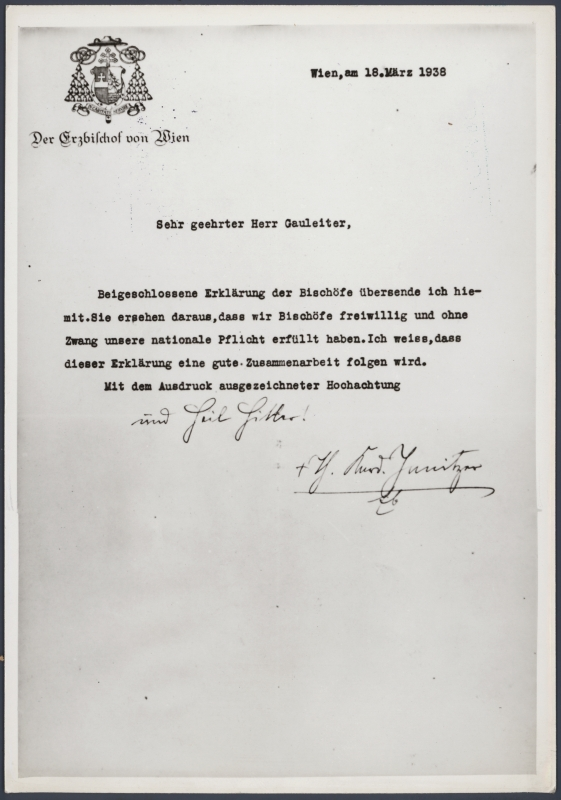
Das Begleitschreiben Kardinal Innitzers mit seinem handgeschriebenen „und Heil Hitler!“

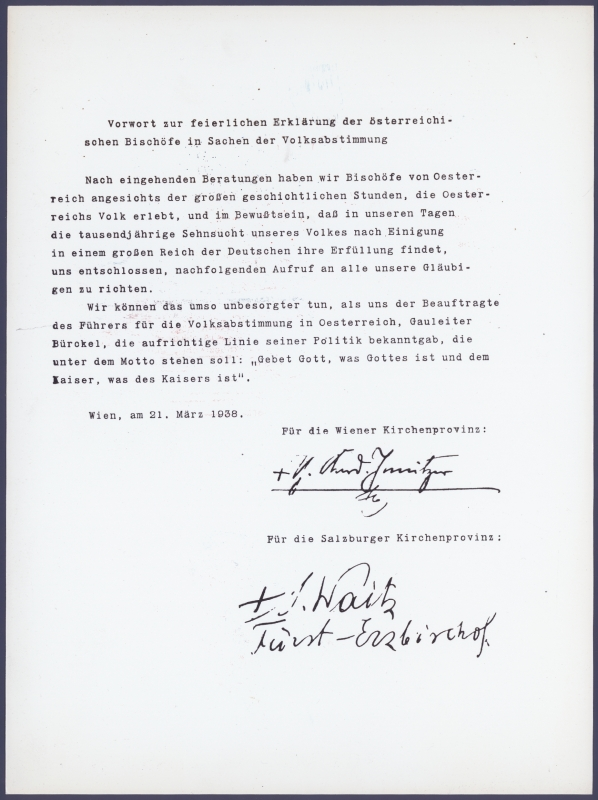
Vorwort zur Feierlichen Erklärung von Kardinal Innitzer und Fürsterzbischof Waitz

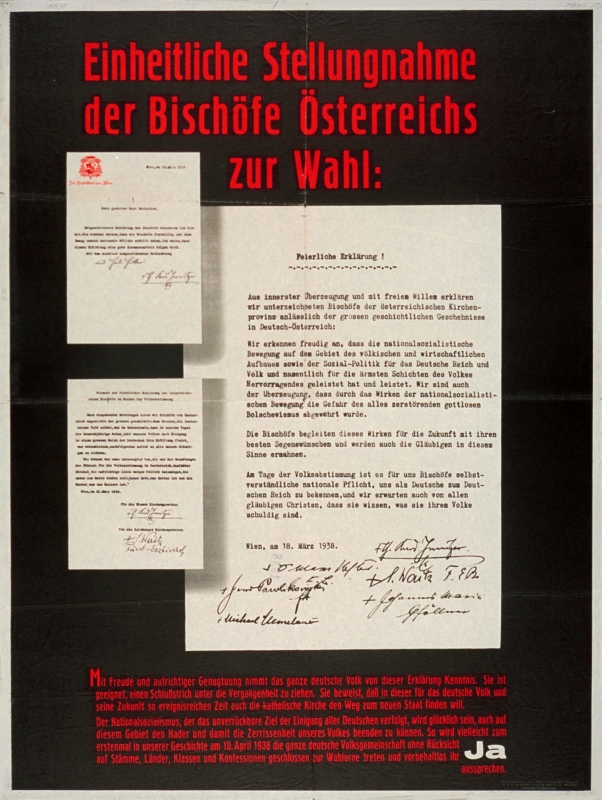
Werbung für den Anschluss mit den Erklärungen der Bischöfe (1938)

Die Feierliche Erklärung der österreichischen Bischöfe vom 18. März 1938 ist ein Aufruf der katholischen Bischöfe Österreichs an alle Gläubigen, bei der Volksabstimmung am 10. April 1938 über den Anschluss Österreichs an Hitlerdeutschland mit Ja zu stimmen. Die Bischöfe sprechen in der Erklärung der nationalsozialistischen Bewegung ihre Anerkennung für die Leistungen „auf dem Gebiet des völkischen und wirtschaftlichen Aufbaues sowie der Sozial-Politik“ aus und „begleiten dieses Wirken für die Zukunft mit ihren besten Segenswünschen“. Es wäre „selbstverständlich nationale Pflicht, uns als Deutsche zum Deutschen Reich zu bekennen“. Der Wiener Kardinal Theodor Innitzer übersandte die Erklärung mit einem Begleitschreiben an den kommissarischen Leiter der NSDAP in Österreich, Gauleiter Josef Bürckel. Die Erklärung wurde in allen Zeitungen des Deutschen Reiches veröffentlicht und am 27. März in allen Kirchen von den Kanzeln verkündet.

## Wortlaut der Feierlichen Erklärung
Feierliche Erklärung!
Aus innerster Überzeugung und mit freiem Willen erklären wir unterzeichneten Bischöfe der österreichischen Kirchenprovinz anlässlich der großen geschichtlichen Geschehnisse in Deutsch-Österreich:
Wir erkennen freudig an, dass die nationalsozialistische Bewegung auf dem Gebiet des völkischen und wirtschaftlichen Aufbaues sowie der Sozial-Politik für das Deutsche Reich und Volk und namentlich für die ärmsten Schichten des Volkes Hervorragendes geleistet hat und leistet. Wir sind auch der Überzeugung, dass durch das Wirken der nationalsozialistischen Bewegung die Gefahr des alles zerstörenden gottlosen Bolschewismus abgewehrt wurde.
Die Bischöfe begleiten dieses Wirken für die Zukunft mit ihren besten Segenswünschen und werden auch die Gläubigen in diesem Sinne ermahnen.
Am Tage der Volksabstimmung ist es für uns Bischöfe selbstverständlich nationale Pflicht, uns als Deutsche zum Deutschen Reich zu bekennen, und wir erwarten auch von allen gläubigen Christen, dass sie wissen, was sie ihrem Volk schuldig sind.
Wien, am 18. März 1938.
Die Erklärung ist unterschrieben von Kardinal Theodor Innitzer, Fürsterzbischof Sigismund Waitz, den Bischöfen Adam Hefter, Ferdinand Stanislaus Pawlikowski, Johannes Maria Gföllner und Michael Memelauer.

## Vorgeschichte
Noch am 10. März 1938 trat in Wien unter Leitung von Kardinal Innitzer, einer Stütze des austrofaschistischen Ständestaates, die Klerus-Konferenz zusammen und bekannte sich entschlossen zu Bundeskanzler Schuschnigg und zur Eigenständigkeit des österreichischen Staates. Am 12. März 1938 marschierte Adolf Hitler in Österreich ein. Damit begann ein Terror gegen Juden und politische Gegner – Sozialdemokraten, Kommunisten und Vertreter des Ständestaates. Dabei wurde auch Erzbischof Waitz von Salzburg vorübergehend unter Hausarrest gestellt, und Bischof Pawlikowski von Graz-Seckau wegen seines Einspruches gegen diese Vorgangsweise der Nationalsozialisten gegen Waitz als einziger Bischof im ganzen deutschen Sprachraum für 24 Stunden inhaftiert. Auch wenn diese zwei Bischöfe kurz ihrer Freiheit beraubt wurden, wagte es das NS-Regime aber nicht, sich an ihnen direkt zu vergreifen. Umso mehr hatte die Basis, vor allem Geistliche, durch NS-Maßnahmen und Verfolgungen zu leiden.
Nachdem schon die Protestanten Ergebenheitsadressen an die Nazi-Führung gerichtet hatten, schwenkte auch die katholische Kirche ein. Am 13. März erließ Kardinal Innitzer einen Aufruf, der in der katholischen Reichspost veröffentlicht wurde: „Die Katholiken der Wiener Erzdiözese werden ersucht, Sonntag zu beten, um Gott dem Herrn zu danken für den unblutigen Verlauf der großen politischen Umwälzung und um eine glückliche Zukunft für Österreich zu bitten. Selbstverständlich muss allen Anordnungen der Behörden gern und willig Folge geleistet werden.“ Das Blatt kommentierte diesen Aufruf: „Der höchste Kirchenfürst unseres Landes hat die langersehnte Stunde der deutschen Einigung gesegnet. So dürfen wir, dem Führer offen ins Auge blickend, sagen: Wir Deutschen Österreichs treten heute geschlossen ein in die deutsche Schicksalsgemeinschaft.“
Am 14. März hieß Innitzer den deutschen „Führer“ durch einen Telefonanruf in Österreich willkommen und ließ ihn wissen, dass bei seiner Ankunft in Wien auf seine Weisung hin alle Kirchenglocken läuten würden. Als Hitler in Wien einzog, läuteten die Kirchenglocken eine Stunde lang, und alle Kirchen waren mit Hakenkreuzfahnen geschmückt.
Am 15. März kam Kardinal Innitzer im Hotel Imperial zu einem Treffen mit Hitler zusammen. Danach erließ er eine Pastoralanweisung, in der es hieß: „Seelsorger und Gläubige stellen sich restlos hinter den großen deutschen Staat und seinen Führer, dessen weltgeschichtlicher Kampf gegen den verbrecherischen Wahn des Bolschewismus (…) offenkundig vom Segen der Vorsehung begleitet ist. (…) Der Seelsorger muss sich deshalb von jeder Politik fernhalten und soll die Entwicklung der Dinge mit Vertrauen entgegensehen (…)“. Bürckel lehnte die Veröffentlichung der Pastoralanweisung jedoch ab und erarbeitete eine Empfehlung für die geplante Volksabstimmung über den Anschluss. In der Folge entstanden die drei Dokumente Feierliche Erklärung, das Vorwort zur Feierlichen Erklärung und Innitzers Begleitbrief zur Feierlichen Erklärung, die sogenannten „März-Erklärungen“. Sie fußen im Wesentlichen auf Innitzers Pastoralanweisung.

## Entstehung der Erklärungen
Die Feierliche Erklärung wurde von Kardinal Innitzer und Fürsterzbischof Waitz zusammen mit dem neuen Reichskommissar Gauleiter Bürckel für die Volksabstimmung über den Anschluss Österreichs an das Deutsche Reich ausgearbeitet.
Das Begleitschreiben wurde von Kardinal Innitzer verfasst. Er schickte die Feierliche Erklärung mit diesem Begleitschreiben an Bürckel: „Sie ersehen daraus, dass wir Bischöfe freiwillig und ohne Zwang unsere nationale Pflicht erfüllt haben. Ich weiß, dass dieser Erklärung eine gute Zusammenarbeit folgen wird.“ Der Brief schloss mit „und Heil Hitler!“, vom Kardinal eigenhändig über seinen Namen geschrieben. Zu dem handschriftlichen Zusatz „Heil Hitler!“ riet der NS-Unterhändler Josef Himmelreich und versprach den Bischöfen „die so sehr erwartete Verständigung zwischen Staat und Kirche auf breiter Basis noch schneller“. Das Vorwort wurde vom Salzburger Fürsterzbischof Sigismund Waitz und Kardinal Innitzer zusammen mit Gauleiter Josef Bürckel verfasst. Es wurde von Innitzer und Waitz unterzeichnet.

## Verbreitung
Am 28. März 1938 hatte der Völkische Beobachter nur ein Thema, die Feierliche Erklärung. Sie wurde, zusammen mit dem Vorwort zur Feierlichen Erklärung und dem Begleitbrief Innitzers mit dessen handgeschriebener Ergänzung „Heil Hitler!“ überall im ganzen damaligen Deutschen Reich plakatiert, in den Zeitungen abgedruckt und als Flugblatt verteilt. In Österreich wurde die Erklärung auch in allen kirchlichen Blättern publiziert und am 27. März in allen Kirchen von den Kanzeln verlesen.

## Nachgeschichte
Am 25. März bezeichnete das offizielle Vatikanblatt Osservatore Romano Innitzers Vorstellung, der NS-Kampf gegen den Bolschewismus sei „Gegenstand des Segens göttlicher Vorsehung“, als „krasse Blasphemie“. Später schrieb das Blatt, dass die Erklärungen der österreichischen Bischöfe „ohne jede vorherige Verständigung mit dem Vatikan und ohne seine nachträgliche Approbation“ abgegeben worden seien.
Innitzer richtete daraufhin am 1. April 1938 einen Offenen Brief an den „lieben“ Gauleiter Bürckel, in dem er dezidiert erklärte, der bischöfliche Aufruf sei keine entspannende Geste gewesen und sei einzig und allein als „Bekenntnis unseres gemeinsamen deutschen Blutes“ zu werten.
Innitzer wurde nach Rom zitiert, wo er starker Kritik ausgesetzt wurde. Papst Pius XI. war empört, Kardinalstaatssekretär Eugenio Pacelli soll von der „beschämendsten Episode der Kirchengeschichte“ gesprochen haben. In Rom unterzeichnete Innitzer zunächst die von Pacelli verfasste Ergänzung der Feierlichen Erklärung. Diese erschien am 6. April im Osservatore Romano, aber in keiner österreichischen Zeitung. Darin heißt es: Die „Feierliche Erklärung“ wollte selbstverständlich keine Billigung dessen aussprechen, was mit dem Gesetze Gottes, der Freiheit und den Rechten der katholischen Kirche nicht vereinbar war und ist. Außerdem dürfe die Erklärung von Staat und Partei nicht als Gewissensbildung der Gläubigen verstanden und programmatisch verwertet werden. Für die Zukunft wird verlangt, dass es keine Änderung des österreichischen Konkordates ohne Vereinbarung mit dem Hl. Stuhl gibt, und die Rechte des katholischen Schul- und Erziehungswesens gesichert sind.
Nach der Volksabstimmung am 10. April verschlechterte sich das Verhältnis von katholischer Kirche und Regime. Die Erwartungen der Kirche erfüllten sich nicht. Das NS-Regime griff zunehmend in kirchliche Rechte ein: Aufhebung aller katholischen Vereine, Beschlagnahmung von kirchlichem Vermögen und schließlich die Aufhebung der Theologischen Fakultät in Salzburg. Innitzer versuchte, mit Hitler ein Abkommen zu verhandeln. Diese Verhandlungen scheiterten endgültig im August 1938. Im Oktober 1938 kam es nach der Jugendfeier zum Rosenkranzfest vor dem Wiener Stephansdom zu einer spontanen katholischen Kundgebung und am nachfolgenden Tag zu einer Stürmung des erzbischöflichen Palais durch die Hitler-Jugend. Innitzer ließ in den Kirchen eine Erklärung verlesen, in der es hieß: „1. Die feierliche Erklärung der österreichischen Bischöfe vom 18. März war von dem ehrlichen Willen getragen, mit der neuen Obrigkeit des Landes zu einer friedlichen Zusammenarbeit zu kommen. 2. Bei der Andacht der katholischen Jugend am 7. Oktober im Stephansdom hat der Kardinal mit keinem Worte den Führer und Reichskanzler angegriffen und die Kundgebungen nach der Feier weder vorausgesehen noch gewollt.(...) 5. Der Kardinal hatte niemals die geschichtlich bedeutsame Stunde übersehen, in der seine Heimat in das deutsche Vaterland zurückgeführt wurde. Er habe zusammen mit den anderen deutschen Kardinälen dem Führer den Dank dafür ausgesprochen und für die ganze Ostmark Dankgottesdienste und Glockengeläute veranlasst.“ Innitzer schloss seine Erklärung „mit der Bemerkung, dass der Katholik aus seinem Gewissen heraus die Pflicht gegenüber dem Staate zu erfüllen habe, dass aber der Bischof jederzeit der beschworenen Gewissenspflicht entsprechen müsse, für die Rechte Gottes und der Kirche einzutreten.“.